# 贾米森-福塞特-布朗圣经注释
贾米森-福塞特-布朗圣经注释（英语：Jamieson-Fausset-Brown Bible Commentary） 是一本圣经注释，由罗伯特·贾米森、安德鲁·罗伯特·福塞特和大卫·布朗编纂并于1871年出版。

## 作者
罗伯特·贾米森（1802-1880年），曾是格拉斯哥普罗万米尔“圣保罗教堂”的牧师。安德鲁·福塞特（1821-1910年），担任约克圣卡斯伯特教堂的牧师。大卫·布朗（1803-1897年），不仅是格拉斯哥圣詹姆斯“苏格兰自由教会”的牧师，还是阿伯丁大学自由教会学院的神学教授。